# Tachiyaku

Tachiyaku (立役), parfois appelé tateyaku, est un terme utilisé dans la forme théâtrale japonaise kabuki pour désigner les rôles de jeunes adultes masculins et les acteurs qui jouent ces rôles. Bien que tous les rôles de tachiyaku ne soient pas des héros, le terme n'englobe pas les rôles de méchants ou de personnages comiques, qui constituent des catégories distinctes. Le héros ou le protagoniste principal d'une pièce de kabuki est presque toujours un tachiyaku, et le chef d'une troupe ou d'une famille d'acteurs se spécialise généralement dans ces rôles.
Ce terme, qui signifie littéralement « rôle debout », était autrefois utilisé pour désigner tous les acteurs, afin de les distinguer des musiciens et des chanteurs, qui étaient appelés jigata (地方, littéralement « personne de terre », c'est-à-dire quelqu'un qui s'assoit).
Il existe deux principaux types de rôles de tachiyaku :
- Aragoto : La plupart des grands héros de la tradition kabuki sont des personnages interprétés dans le style aragoto. Leur maquillage de visage est blanc avec des motifs rouges audacieux, et leurs paroles et actions sont également assez audacieuses. Il faut une grande formation pour créer et maintenir la voix forte et puissante d'un personnage aragoto . L'exemple principal d'un rôle d'aragoto est celui de Kamakura Gongorō Kagemasa dans la célèbre pièce Shibaraku[2].
- Wagoto : Les rôles de Wagoto sont des personnages plus doux, plus gentils. Une figure de wagoto est souvent un compagnon du rôle principal de l'aragoto dans la pièce, ou un personnage romantique[2]. Abe Kiyoyuki dans Narukami Fudō Kitayama Zakura et Yoshitsune dans Kanjinchō sont des exemples de rôles wagoto.

Il existe également un certain nombre de catégories inférieures de rôles de tachiyaku, notamment les shinbōya (personnages aux manières douces qui sont définis par leur grande cruauté, généralement aux mains du méchant de la pièce) et les sabakiyaku (personnages équilibrés, sages et réfléchis, servant souvent de juges ou autres). Ce sont des rôles moindres, servant très rarement, voire jamais, de principal protagoniste ou héros d'une pièce.
Bien qu'il existe un certain nombre d'onnagata (spécialistes des rôles féminins) qui sont particulièrement célèbres, la plupart des autres grands acteurs du passé et du présent se spécialisent dans les rôles de tachiyaku. Cela inclut les lignées d'Ichikawa Danjūrō, Ichikawa Ebizō, Nakamura Kanzaburō, Onoe Kikugorō et bien d'autres.

## Tachiyakusnotables
- Bandō Mitsugorō VIIIe
- Ichikawa Danjūrō Ier
- Ichikawa Danjūrō IIe
- Ichikawa Danjūrō VIIe
- Ichikawa Danjūrō VIIIe
- Ichikawa Ebizō XIe
- Ichikawa Jūkai IIIe
- Ichikawa Sadanji IIIe
- Ichikawa Udanji IIIe
- Ichimura Uzaemon XVIIe
- Kataoka Ainosuke VIe
- Kataoka Nizaemon XVIIIe
- Kataoka Nizaemon XVe
- Matsumoto Hakuō Ier
- Matsumoto Hakuō IIe
- Matsumoto Kōshirō VIIe
- Matsumoto Koshirō Xe
- Morita Kan'ya XIVe
- Ganjirō Nakamura IIe
- Nakamura Kankurō VIe
- Nakamura Kanzaburō XVIIe
- Nakamura Kanzaburō XVIIIe
- Nakamura Kichiemon IIe
- Nakamura Shichinosuke IIe
- Nakamura Shidō IIe
- Nakamura Tomijūrō Ve
- Onoe Kikugorō Ve
- Onoe Kikugorō VIIe
- Onoe Shoroku IIe
- Sakata Tōjūrō Ier
- Sakata Tōjūrō IVe